# Parides
Parides is een geslacht van vlinders uit de familie pages (Papilionidae). De verspreiding van het geslacht is beperkt tot het Neotropisch gebied. De typesoort van het geslacht is Princeps echelus Hübner, 1815 = Parides echemon (Hübner, 1813).

## Soorten
- Parides aeneas (Linnaeus, 1758)
- Parides agavus (Drury, 1782)
- Parides aglaope (Gray, 1852)
- Parides alopius (Godman & Salvin, 1890)
- Parides anchises (Linnaeus, 1758)
- Parides ascanius (Cramer, 1775)
- Parides bunichus (Hübner, 1821)
- Parides burchellanus (Westwood, 1872)
- Parides chabrias (Hewitson, 1852)
- Parides chamissonia (Eschscholtz, 1821)
- Parides childrenae (Gray, 1832)
- Parides cutorina (Staudinger, 1898)
- Parides echemon (Hübner, 1813)
- Parides erithalion (Boisduval, 1836)
- Parides erlaces (Gray, 1852)
- Parides eurimedes (Stoll, 1782)
- Parides gundlachianus (C. & R. Felder, 1864)
- Parides hahneli (Staudinger, 1882)
- Parides iphidamas (Fabricius, 1793)
- Parides klagesi (Ehrmann, 1904)
- Parides lysander (Cramer, 1775)
- Parides mithras (Grose-Smith, 1902)
- Parides montezuma (Westwood, 1842)
- Parides neophilus (Geyer, 1837)
- Parides nephalion (Godart, 1819)
- Parides orellana (Hewitson, 1852)
- Parides panares (Gray, 1853)
- Parides panthonus (Cramer, 1780)
- Parides phalaecus (Hewitson, 1869)
- Parides phosphorus (Bates, 1861)
- Parides photinus (Doubleday, 1844)
- Parides pizarro (Staudinger, 1884)
- Parides polyzelus (C. & R. Felder, 1865)
- Parides proneus (Hübner, 1825)
- Parides quadratus (Staudinger, 1890)
- Parides sesostris (Cramer, 1779)
- Parides steinbachi (Rothschild, 1905)
- Parides timias (Doubleday, Westwood & Hewitson, 1864)
- Parides tros (Fabricius, 1793)
- Parides vercingetorix (Oberthür, 1888)
- Parides vertumnus (Cramer, 1780)
- Parides zacynthus (Fabricius, 1793)